# Ruta 934 (Costa Rica)
La Ruta 934, oficialmente Ruta Nacional Terciaria 934, es una ruta nacional de Costa Rica ubicada en la provincia de Guanacaste.

## Descripción
En la provincia de Guanacaste, la ruta atraviesa el cantón de Nicoya (el distrito de Sámara).